# Metrichia savegra
Metrichia savegra is een schietmot uit de familie Hydroptilidae. De soort komt voor in het Neotropisch gebied.